# Irene Moray
Irene Moray (Barcelona, 1992) és una fotògrafa i directora de cinema catalana. L'any 2020, l'Acadèmia de les Arts i les Ciències Cinematogràfiques d'Espanya va premiar el seu curt Suc de síndria amb el Goya a millor curtmetratge de ficció.

## Biografia
Irene Moray va néixer a Barcelona el 1992. Es va matricular en Belles arts, però va abandonar els estudis un any després.
El 2012 es va traslladar a Berlín, on va exercir diverses ocupacions (netejadora, recepcionista en una galeria, cambrera i, finalment, dependenta en una tenda de luxe). Allí va començar a fer fotografies de manera amateur amb la intenció de donar-se a conèixer. Poc després, va decidir dedicar-se plenament a la fotografia. A més, a Alemanya va formar part, durant tres anys, del col·lectiu de performances the – – family, amb el quall va actuar en diferents entitats culturals d'Europa, com a l'Astrup Fearnley Museum d'Oslo o la Chisenhale Gallery de Londres.

### Trajectòria professional
Inspirat en les seves vivències berlineses va néixer el seu primer curtmetratge de ficció: Bad lesbian, que va guanyar el Premi a millor curt al FiSH Film Festival. Aquest primer curt va guanyar també el Premi del públic al Festival de Cinema d'Alcalà de Henares.
Després de quatre anys a Alemanya va tornar a Barcelona, on va rodar Suc de Síndria, posteriorment estrenat al Berlinale Shorts. Compagina la seva labor com a cineasta amb treballs de fotògrafa per a diferents agències, productores i editorials. Ha exercit, a més, com a terapeuta Reiki.

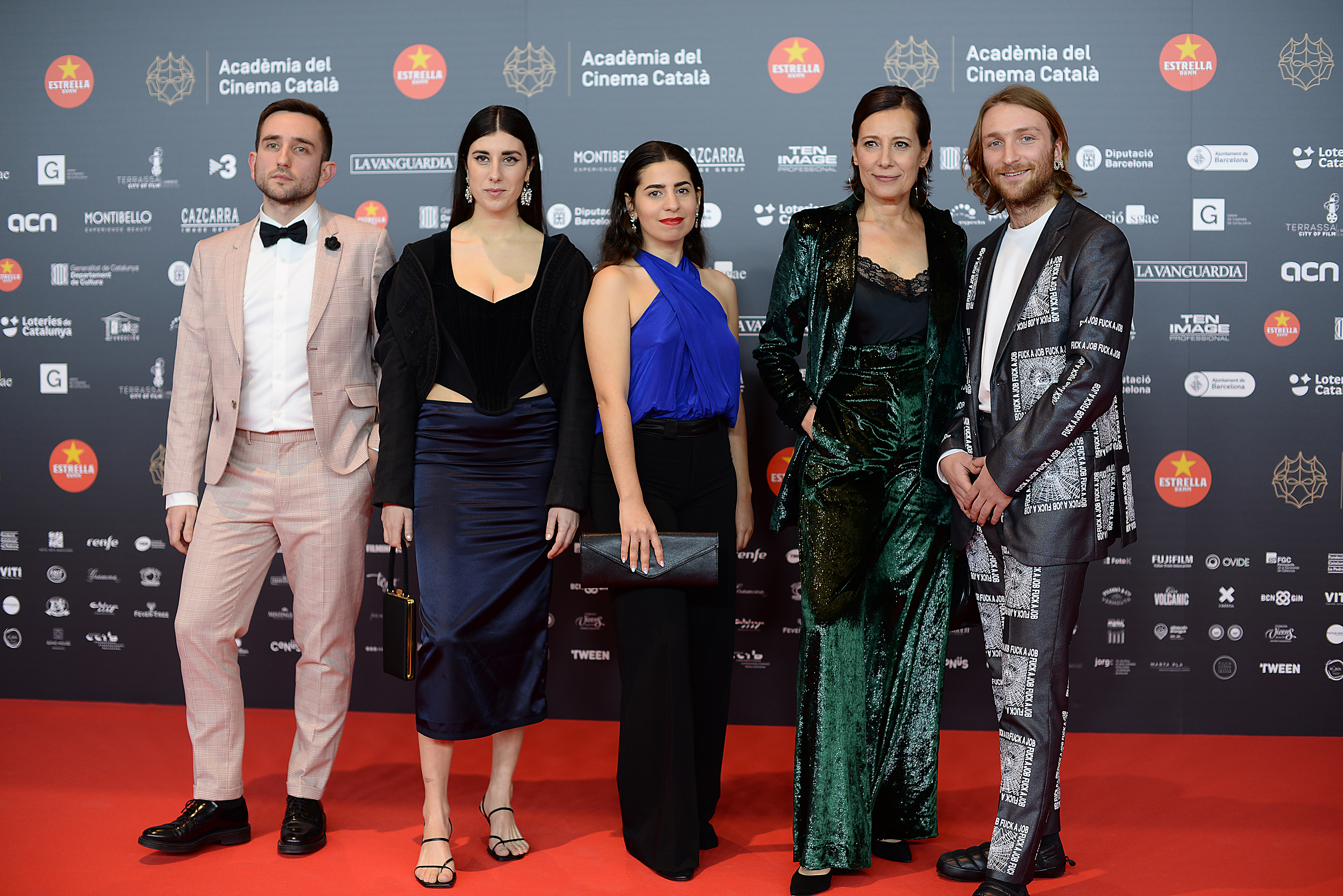
L'equip de Suc de Síndria als Premis Gaudí de 2020

### Discurs als Goya
En la cerimònia dels XXXIV Premis Goya, la directora va recollir, al costat de Miriam Porté, el guardó a Millor curtmetratge de ficció per Suc de síndria, que li va ser lliurat per Clara Lago. En el discurs pronunciat, Moray va parlar a les supervivents de violència sexual i va proclamar «el dret d'aquestes dones a fer soroll, a triomfar, a prendre espai a la vida i al món, a córrer-se i a ser qui elles volen ser».

## Premis
| Any  | Categoria           | Pel·lícula     | Premi       |
| ---- | ------------------- | -------------- | ----------- |
| 2020 | Millor curtmetratge | Suc de síndria | Premi Gaudí |
| 2020 | Millor curtmetratge | Suc de síndria | Premi Goya  |

## Filmografia

### Com a actriu
- 2018 - Bad lesbian

### Com a directora
- 2018 - Bad lesbian
- 2019 - Suc de síndria

### Com a fotògrafa
- 2017 - Snowflake